# Xã West Hanover, Quận Dauphin, Pennsylvania
Xã West Hanover (tiếng Anh: West Hanover Township) là một xã thuộc quận Dauphin, tiểu bang Pennsylvania, Hoa Kỳ. Năm 2010, dân số của xã này là 9.343 người.